# Air France
Air France (AFR, Compagnie Nationale Air France) es la aerolínea de bandera de Francia. Esta compañía ha transportado a 43 300 000 pasajeros y obtenido unos beneficios de 12 530 000 000 € entre abril de 2001 y marzo de 2002. Tiene rutas entre 345 ciudades en 85 países y cuenta con más de 64 000 empleados. Pertenece a la alianza SkyTeam junto a Delta Airlines, Aeroméxico, Air Europa, Korean Air, CSA Czech Airlines, ITA Airways, KLM Royal Dutch Airlines y Aerolíneas Argentinas. En 2004 se situó como la primera aerolínea europea, con un 18% de todos los pasajeros del continente.

## Historia

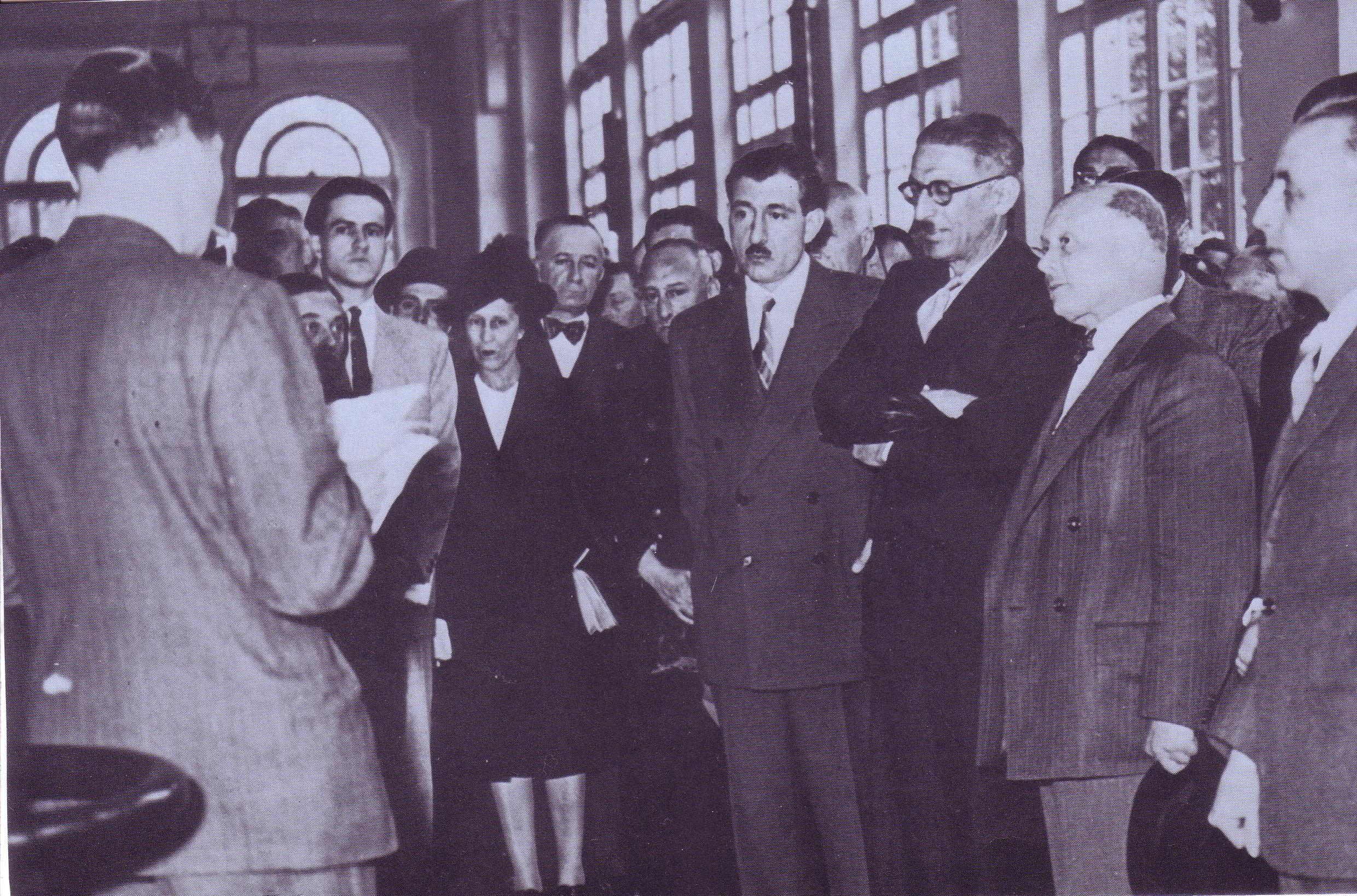
La inauguración de la Aérogare des Invalides el 21 de agosto de 1951.

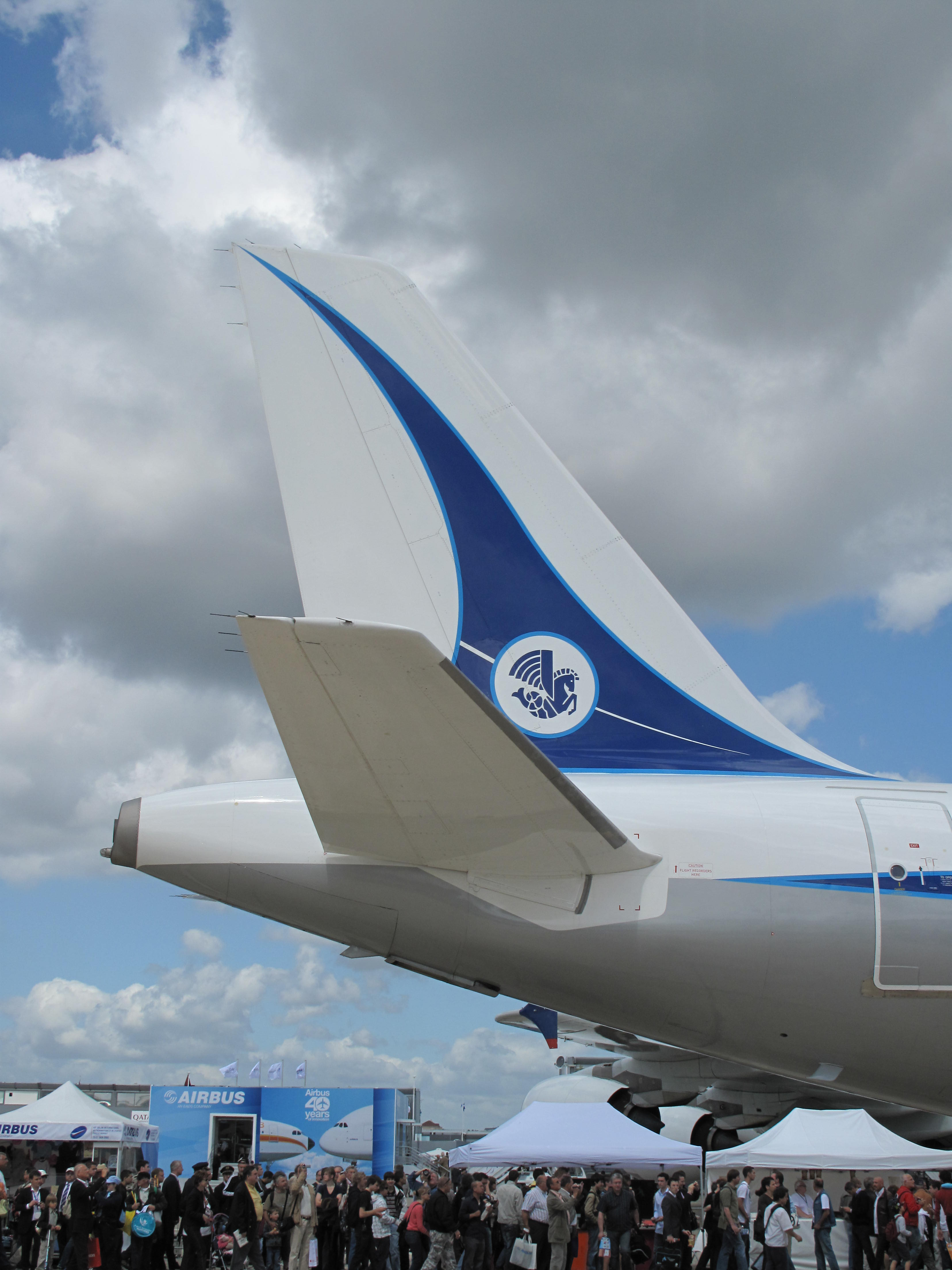
El hipocampo alado, también conocido como "El camarón", antiguo logotipo en el estabilizador vertical de un A320

Logo utilizado entre 1970 y 2008

Fue fundada el 30 de agosto de 1933 producto de la fusión de Air Orient, Compagnie Générale Aéropostale de Pierre-Georges Latécoère, Société Générale de Transport Aérien (SGTA, la primera línea francesa, fundada en 1919 como Lignes Aériennes Farman), Air Union y CIDNA (Compagnie Internationale de Navigation). La aerolínea tiene numerosas rutas por toda Europa, aunque también vuela a las antiguas colonias francesas en el norte de África y a otros destinos.
La compañía fue estatalizada en 1946 creando la Compagnie Nationale Air France en un acto parlamentario 16 de junio de 1948. El gobierno se quedó el 70% de la nueva compañía y, a mediados de 2002, todavía tenía un 54% de la aerolínea. El 4 de agosto de 1948, Max Hymans fue nombrado presidente de la firma. Durante sus trece años en el cargo, instauró una política de modernización basada en aviones de reacción, más concretamente el Sud Aviation Caravelle y el Boeing 707.
En 1949 la compañía participó en la fundación de la Société Internationale de Télécommunications Aéronautiques (SITA). También utilizó el De Havilland Comet por un corto período en 1953, pero fue rápidamente reemplazado por el Vickers Viscount y, en 1959, comenzó a usar el Sud Aviation Caravelle.
En 1976 comenzó a usar la única aeronave supersónica, con el Concorde SST en un trayecto desde el Aeropuerto de París-Charles de Gaulle hasta Nueva York y otras rutas, como París-Caracas. El Concorde fue uno de los dos únicos aviones de pasajeros comercial supersónico. Recorría la distancia entre París y Nueva York en tan solo tres horas y 20 minutos, aproximadamente al doble de la velocidad del sonido.
En 1994, un avión de Air France despegando del Aeropuerto de París-Charles de Gaulle aparece en una pequeña escena del vídeo musical de la canción Beautiful Day de U2.
El 31 de mayo de 2003, todos los Concorde fueron retirados de la circulación simultáneamente por Air France y British Airways, debido a la escasa demanda resultado del desastre del vuelo 4590 en 2000. De estos aviones, 5 fueron trasladados a museos. Por ejemplo, el Concorde F-BVFA (Foxtrot Alpha) fue trasladado al museo del aire y el espacio en Washington D. C. donde todavía se exhibe. El F-BVFB se llevó a un museo alemán, el F-BTSD al Musée de l'Air et de l'Espace en París, mientras que el F-BVFC fue trasladado a su lugar de manufactura en Toulouse, Francia, sede actual de Airbus.
El 30 de septiembre de 2003, Air France y la compañía neerlandesa KLM anunciaron la fusión de ambas aerolíneas, formando una nueva compañía llamada Air France-KLM. Los dueños de Air France pasaron a tener el 81% de la nueva compañía, dejando el 19% restante a los dueños de KLM. Esto llevó a la participación del gobierno francés en la compañía a reducirse de un 54.4% a un 44%.[cita requerida]

### Controversias
El martes 10 de abril de 2012 la compañía fue condenada a pagar 100 000 € de multa por «complicidad en trabajo encubierto» en su subsidiaria CityJet. El presidente Jean-Cyril Spinetta, por su parte, fue condenado por las mismas razones a pagar una multa de 15 000 €. Adicionalmente, deberían pagar 2000 € por daños y perjuicios a 21 empleados de CityJet, quienes además tendrían derecho de indemnización para compensar los derechos perdidos en materia de pensiones.

## Accidentes e incidentes
- 3 de junio de 1962 - El vuelo 007 de Air France se estrelló mientras despegaba del Aeropuerto de París-Orly, matando a 130 de las 132 personas que iban a bordo. El vuelo tenía como destino la ciudad de Nueva York, con una escala en el Aeropuerto Internacional Hartsfield-Jackson en Atlanta.
- 22 de junio de 1962 - El vuelo 117 de Air France que volaba de Paris a Santiago (Chile), se estrella en Dos D'Ane, causando 113 muertos.
- 11 de septiembre de 1968 - Un Sud Aviation Caravelle que operaba el Vuelo 1611 de Air France se estrelló el Mar Mediterráneo frente a Niza, luego que se reportara un incendio en la cabina. Las 95 personas que iban a bordo fallecieron.
- 3 de diciembre de 1969 - Poco después de despegar del Aeropuerto Internacional de Maiquetía Simón Bolívar, el vuelo 212 de Air France se estrelló en el Océano Atlántico causando la muerte de sus 62 ocupantes.
- 12 de junio de 1975 - El vuelo 193 de Air France que volaba entre Bombay y Tel-Aviv con destino a Paris, fue destruido por un incendio en tierra en el aeropuerto de Santa Cruz de Bombay, (India), sobreviven sus 394 ocupantes.
- 17 de marzo de 1982 - El vuelo 125 de Air France sufrió una falla en el motor derecho al explotar durante el despegue  del Aeropuerto Internacional de Saná, en Yemen, los 124 ocupantes a bordo sobrevivieron.
- 26 de junio de 1988 - El vuelo 296 de Air France un Airbus A320 se estrelló en un bosque y termina explotando cuando intentaba aterrizar en Habsheim durante un vuelo de demostración. 3 pasajeros perdieron la vida al no poder escapar del avión en llamas.
- 12 de septiembre de 1993 - El vuelo 072, operado un Boeing 747, se sale de pista tras aterrizar en el aeropuerto de Tahití, terminando en un lago.
- En 1994, un grupo de terroristas del grupo argelino Grupo Islámico Armado tomó el vuelo 8969 de Air France, intentando estrellarlo en la Torre Eiffel. Las fuerzas especiales francesas intervinieron consiguiendo desbaratar el plan.
- 25 de julio de 2000 - El vuelo 4590 de Air France, un Concorde que despegó de París con destino al Aeropuerto Internacional John F. Kennedy de Nueva York se estrelló con el motor en llamas contra un hotel, 2 minutos después del despegue. Los 109 pasajeros murieron en el siniestro, además de cuatro en tierra.
- 2 de agosto de 2005 - El vuelo 358 de Air France, un Airbus A340 se salió de pista por el mal tiempo al aterrizar en el Aeropuerto Internacional Toronto Pearson. No hubo víctimas mortales, solamente 43 heridos.
- 1 de junio de 2009 - El vuelo 447 de Air France, un Airbus A330 desapareció en el Océano Atlántico con 228 personas a bordo que se dirigían de Río de Janeiro a París. Cuando sobrevolaba las islas Fernando de Noronha desapareció del radar y semanas después se encuentran sus restos en el Atlántico. Murieron todos los pasajeros que iban a bordo.[3]

## Flota

### Flota Actual
Flota actual a octubre de 2023:
| Aeronave                  | En servicio | Órdenes | Pasajeros                                         | Pasajeros                                         | Pasajeros                                         | Pasajeros                                         | Pasajeros                                         | Notas |
| Aeronave                  | En servicio | Órdenes | F                                                 | B                                                 | E+                                                | E                                                 | Total                                             | Notas |
| ------------------------- | ----------- | ------- | ------------------------------------------------- | ------------------------------------------------- | ------------------------------------------------- | ------------------------------------------------- | ------------------------------------------------- | --- |
| Airbus A220-371           | 30          | 30      | -                                                 | 38                                                | -                                                 | 110                                               | 148                                               | Las entregas iniciaron en septiembre de 2021.                                                                                                  |
| Airbus A318-111           | 6           | -       | -                                                 | 27                                                | -                                                 | 104                                               | 131                                               | Serán retirados y posteriormente reemplazados en 2022 por los A220-300. Equipados con ROPS+ y AP/FD TCAS                                       |
| Airbus A319-111           | 14          | -       | -                                                 | 60                                                | -                                                 | 83                                                | 143                                               | Serán retirados y posteriormente reemplazados en 2022 por los A220-300. Equipados con ROPS+ y AP/FD TCAS                                       |
| Airbus A319-111           | 14          | -       | -                                                 | 60                                                | -                                                 | 82                                                | 142                                               | Serán retirados y posteriormente reemplazados en 2022 por los A220-300. Equipados con ROPS+ y AP/FD TCAS                                       |
| Airbus A320-214           | 37          | -       | -                                                 | 54                                                | -                                                 | 120                                               | 174                                               | Dos pintados con los colores de SkyTeam. Equipados con ROPS+ y AP/FD TCAS                                                                      |
| Airbus A320-214           | 37          | -       | -                                                 | 57                                                | -                                                 | 121                                               | 178                                               | Dos pintados con los colores de SkyTeam. Equipados con ROPS+ y AP/FD TCAS                                                                      |
| Airbus A321-111           | 4           | -       | -                                                 | 59                                                | -                                                 | 153                                               | 212                                               | Adquiridos de Air Inter después de su colapso. Equipados con ROPS+ y AP/FD TCAS                                                                |
| Airbus A321-212           | 11          | -       | -                                                 | 58                                                | -                                                 | 154                                               | 212                                               | Uno pintado con el color de SkyTeam. Equipados con ROPS+ y AP/FD TCAS                                                                          |
| Airbus A330-203           | 15          | -       | -                                                 | 36                                                | 21                                                | 167                                               | 224                                               | Equipados con ROPS+ y AP/FD TCAS, 1 de ellos transferido a Turkish Airlines en 2030.                                                           |
| Airbus A350-941           | 23          | 18      | -                                                 | 34                                                | 24                                                | 266                                               | 324                                               | Reemplazarán a los Boeing 777-200ER más antiguos. ROPS+ y AP/FD TCAS son funcionalidades básicas en el A350. ROPS+ es más completo en el A350. |
| Airbus A350-941           | 23          | 18      | -                                                 | 48                                                | 32                                                | 212                                               | 292                                               | Reemplazarán a los Boeing 777-200ER más antiguos. ROPS+ y AP/FD TCAS son funcionalidades básicas en el A350. ROPS+ es más completo en el A350. |
| Boeing 777-228ER          | 18          | -       | -                                                 | 28                                                | 32                                                | 268                                               | 328                                               | Las aeronaves más antiguas serán reemplazadas por Airbus A350-900.                                                                             |
| Boeing 777-328ER          | 43          | -       | 4                                                 | 58                                                | 28                                                | 206                                               | 296                                               | Cliente de lanzamiento Tres pintados con colores de SkyTeam.                                                                                   |
| Boeing 777-328ER          | 43          | -       | -                                                 | 14                                                | 28                                                | 430                                               | 472                                               | Cliente de lanzamiento Tres pintados con colores de SkyTeam.                                                                                   |
| Boeing 787-9              | 10          | -       | -                                                 | 30                                                | 21                                                | 228                                               | 279                                               | [ 10 ] |
| Flota de Air France Cargo |             |         |                                                   |                                                   |                                                   |                                                   |                                                   | |
| Boeing 777-F28            | 2           | -       | Carga                                             | Carga                                             | Carga                                             | Carga                                             | Carga                                             | Cliente de lanzamiento. |
| Total                     | 213         | 49      | 13.2 años promedio de flota hasta octubre de 2023 | 13.2 años promedio de flota hasta octubre de 2023 | 13.2 años promedio de flota hasta octubre de 2023 | 13.2 años promedio de flota hasta octubre de 2023 | 13.2 años promedio de flota hasta octubre de 2023 | 13.2 años promedio de flota hasta octubre de 2023                                                                                              |

### Air France Hop
El 31 de marzo de 2013 se formó Hop!, actualmente Air France Hop, la nueva subsidiaria low-cost de Air France formada tras la fusión de Airlinair, Brit Air y Régional. Su flota está formada por 56 aviones que serán Bombardier CRJ y Embraer E-Jets.
- 11 Bombardier CRJ700
- 14 Bombardier CRJ1000
- 15 Embraer 170
- 16 (+1) Embraer 190[cita requerida]

### Transavia France
- 8 Boeing 737-800[cita requerida]

## Sede social

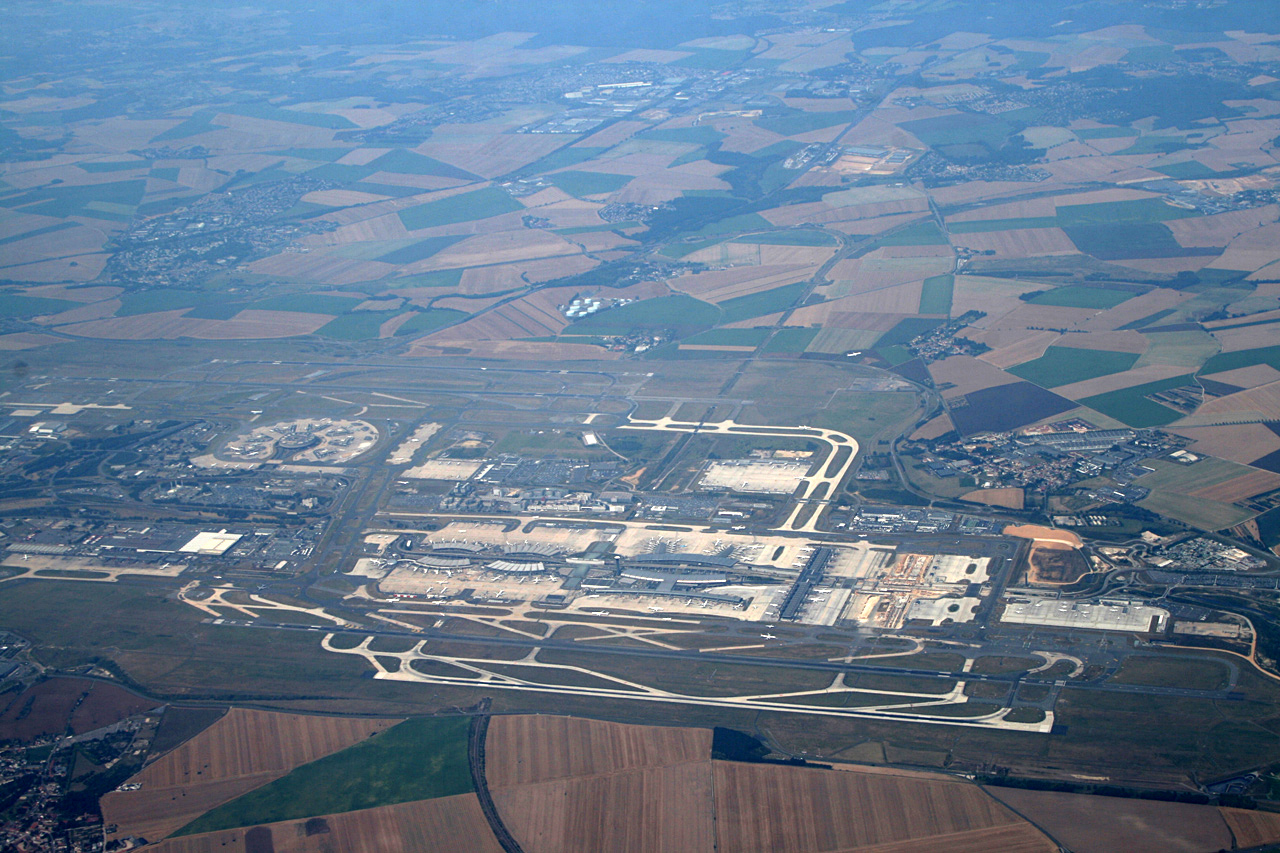
El Aeropuerto de París-Charles de Gaulle, donde Air France tiene su sede

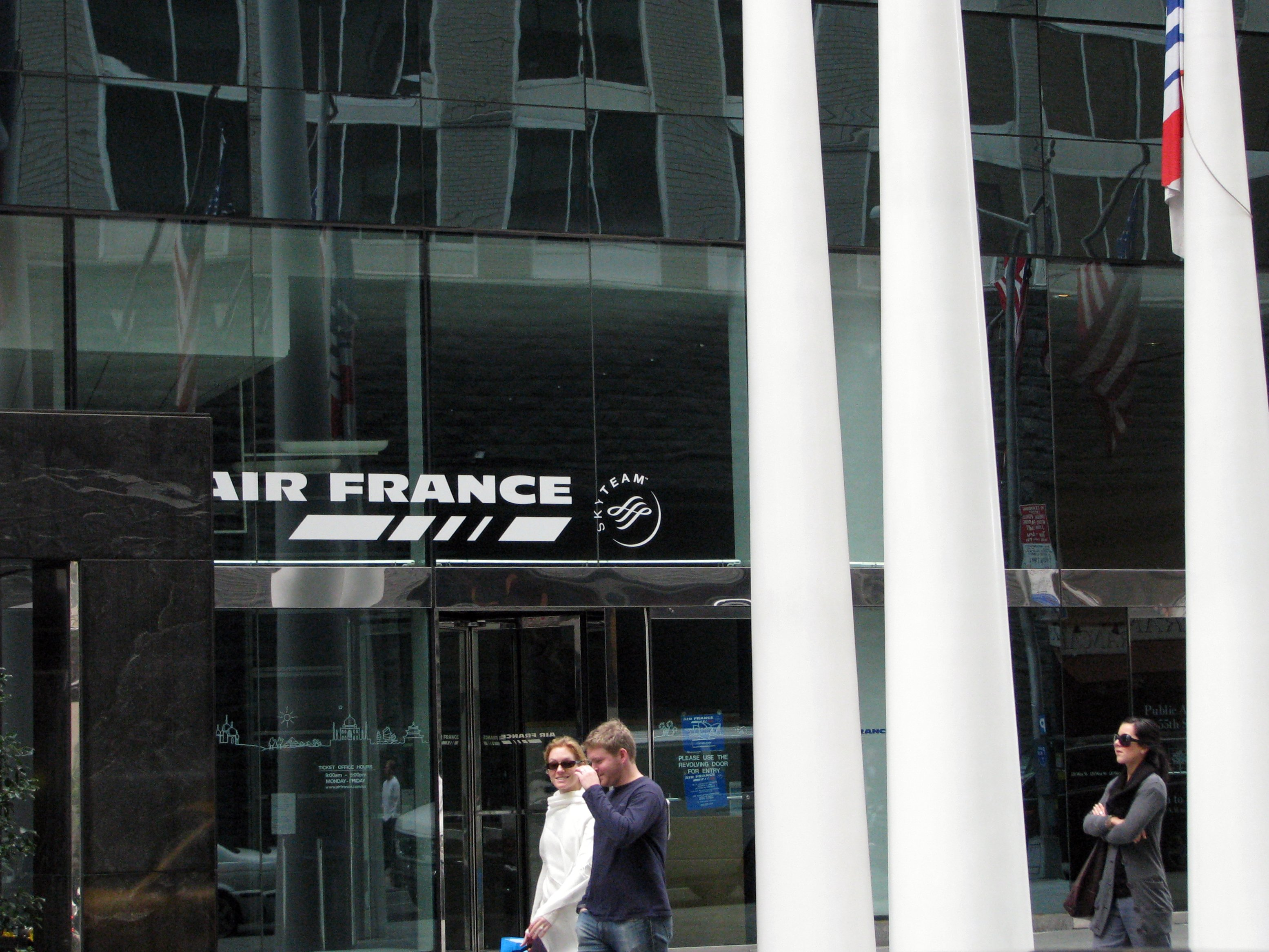
Oficinas en Nueva York

La sede social de Air France está en el complejo Roissypôle, en el Aeropuerto de París-Charles de Gaulle, Tremblay-en-France, Seine-Saint-Denis, cerca de París. El complejo, de 130 000 metros cuadrados (1 399 309 ft²) se completó en diciembre de 1995. Groupement d'Etudes et de Méthodes d'Ordonnancement (GEMO) gestionó el proyecto. Valode et Pistre fue el arquitecto. Sechaud-Boyssut y Trouvin fueron los consultores de diseño. El proyecto tuvo un costo monetario de 137.000.000 euros (menos de 700 millones de francos). Las pistas del aeropuerto son visibles desde la sede.
Durante aproximadamente los 30 años anteriores a diciembre de 1995, la sede de Air France estuvo situada en una torre adyacente a la estación de ferrocarril de París Montparnasse, en el área de Montparnasse y en el XV Distrito de París. En 1991 se recibieron dos ofertas de compra por la compra del edificio Square Max Hymans. En 1992 se vendió el complejo a MGEN por 1.6 millones de francos. Por ese tiempo, Air France pretende trasladar su sede social a Roissypôle, ocupaba 50 000 metros cuadrados (538 195,8 ft²). Después del movimiento de la sede social, MGEN obtuvo el Square Max Hymans.

## El centro de vacunación

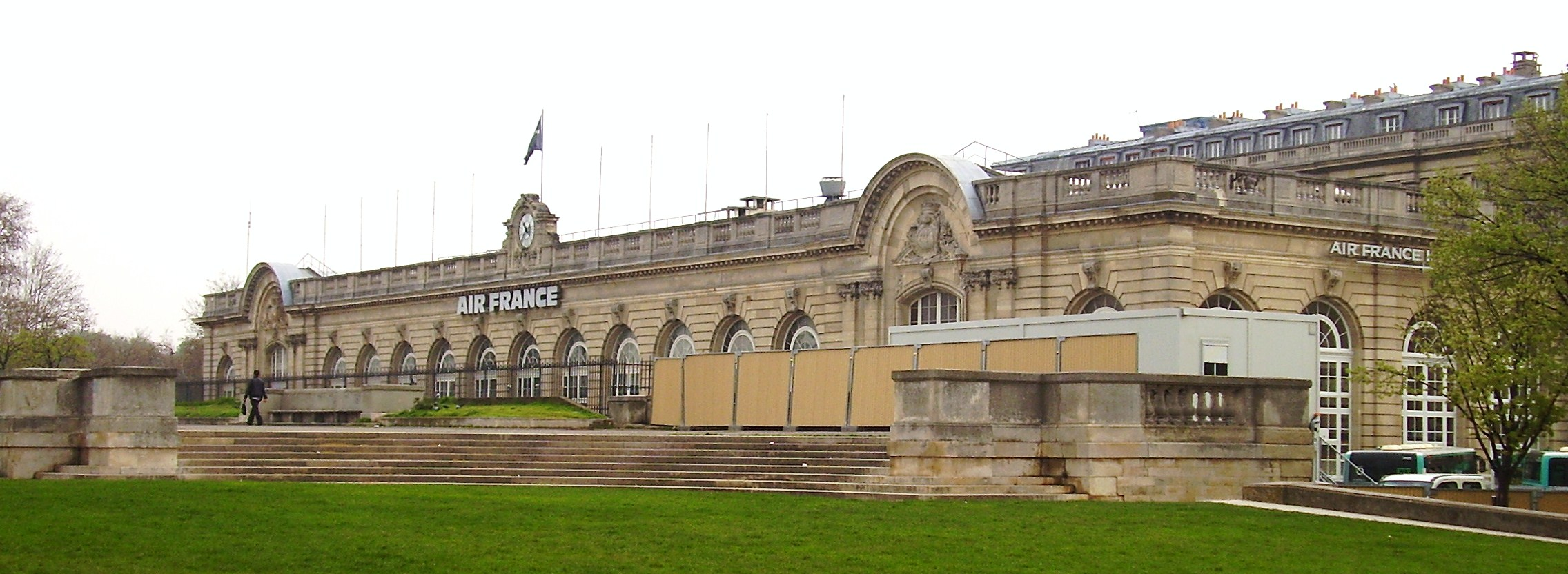
Aérogare des Invalides en el VII Distrito de París

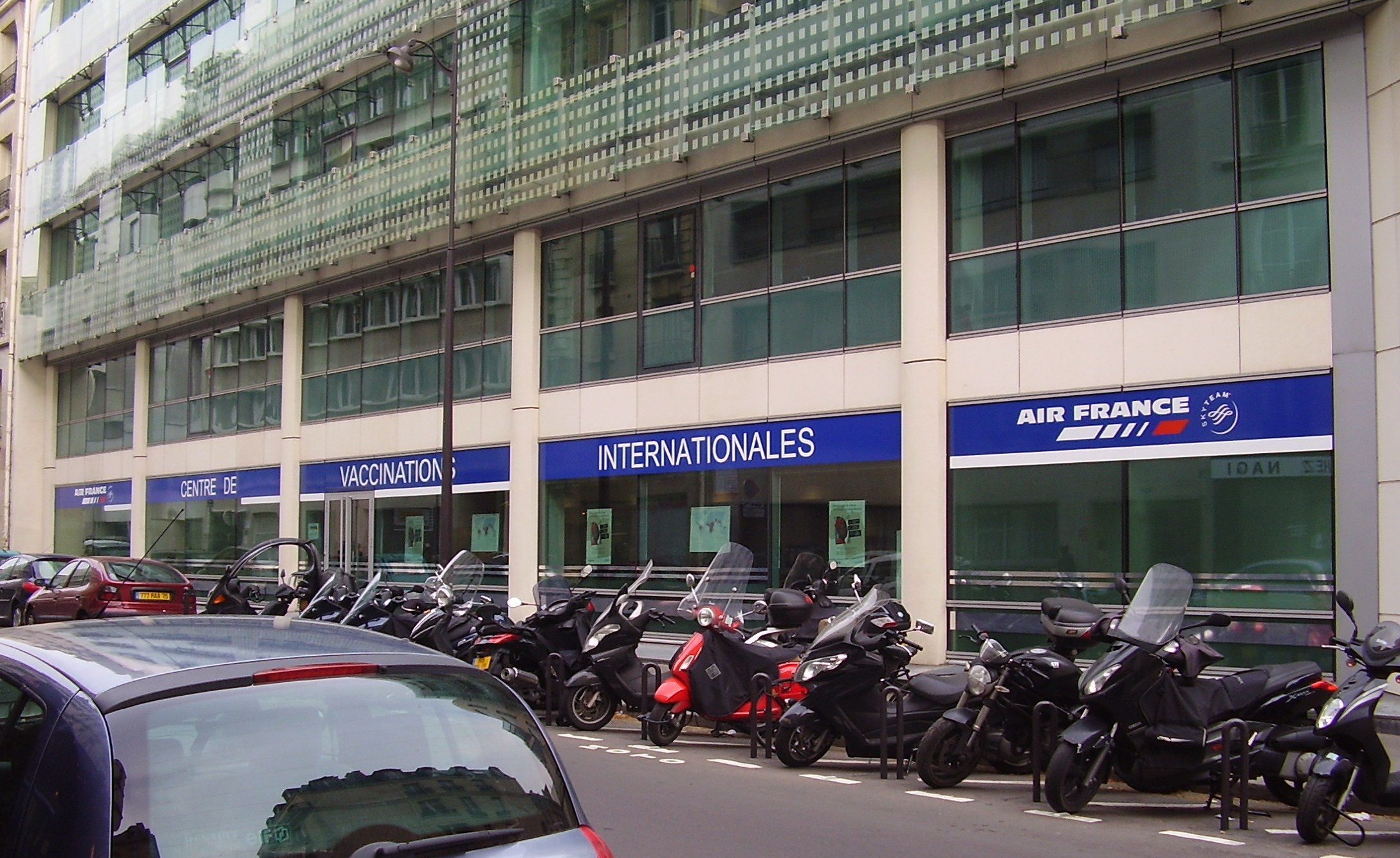
Centro de vacunación de Air France, VII Distrito de París

Air France gestiona un centro de vacunación en el VII Distrito de París. El centro tiene vacunaciones para viajeros internacionales. Desde el año 2001, el centro es el único en Francia con ISO 9001. En 2005 Air France traslada el centro del Aérogare des Invalides a su ubicación actual.

## Subsidiarias
Sus subsidiarias son:
- Air France Consulting
  - Quali-audit[30]
- Société de construction et de réparation de matériel aéronautique (CRMA)[31]
- Sodexi
- Transavia France
- Air France Hop

## Socios

### Comercial
Tiene acuerdos de código compartido con:
- Aeroflot
- Aerolíneas Argentinas
- Aeroméxico
- Air Antilles Express
- Air Astana
- Air Austral
- Air Burkina
- Air Corsica
- Air Europa
- Air France Hop
- Air Malta
- Air Mauritius
- Air Serbia
- Air Seychelles
- Air Tahiti Nui
- airBaltic
- Aircalin
- Austrian Airlines
- Azerbaijan Airlines
- Bangkok Airways
- Belavia
- Bulgaria Air
- China Eastern Airlines
- China Southern Airlines
- CityJet
- Comair
- Copa Airlines[32]
- Copa Airlines Colombia[33]
- Croatia Airlines
- Czech Airlines
- Delta Air Lines
- Etihad Airways
- Finnair
- Garuda Indonesia
- Gol Linhas Aéreas
- Georgian Airways
- ITA Airways
- Japan Airlines
- Kenya Airways
- KLM
- Korean Air
- LATAM Brasil
- Luxair
- Middle East Airlines
- Montenegro Airlines
- Qantas[34]
- Saudia
- Singapore Airlines[35][36]
- Swiss International Air Lines
- TAAG Angola Airlines
- TAROM
- Ukraine International Airlines
- Vietnam Airlines
- WestJet
- Widerøe[37]
- Winair

### Tecnología
En 2010 Air France subcontrató su sistema de gestión de pasajeros a Amadeus IT Group. La plataforma Altéa sustituyó el sistema interno de Air France denominado Alpha3.[cita requerida]